# 新发镇 (会理市)
新发镇，原为新发乡，是中华人民共和国四川省凉山彝族自治州会理市下辖的一个乡镇级行政单位。2012年，撤乡设镇。2019年12月，撤销杨家坝乡，将原杨家坝乡二坪村、坪镇村所属行政区域划归新发镇管辖。

## 行政区划
新发镇下辖以下地区：
河心村、新铺子村、营盘村、铜厂村、鲁车村、民主村、小箐村、乐寨村、大箐村和银星村。